# Paidiscura
Genre
Paidiscura est un genre d'araignées aranéomorphes de la famille des Theridiidae.

## Distribution
Les espèces de ce genre se rencontrent en zone Paléarctique.

## Liste des espèces
Selon World Spider Catalog (version 16.0, 12/05/2015) :
- Paidiscura dromedaria (Simon, 1880)
- Paidiscura orotavensis (Schmidt, 1968)
- Paidiscura pallens (Blackwall, 1834)
- Paidiscura subpallens (Bösenberg & Strand, 1906)

## Publication originale
- Archer, 1950 : A study of theridiid and mimetid spiders with descriptions of new genera and species. Alabama Museum of Natural History Paper, vol. 30, p. 1-40.